# Tramwaje w Karlsruhe

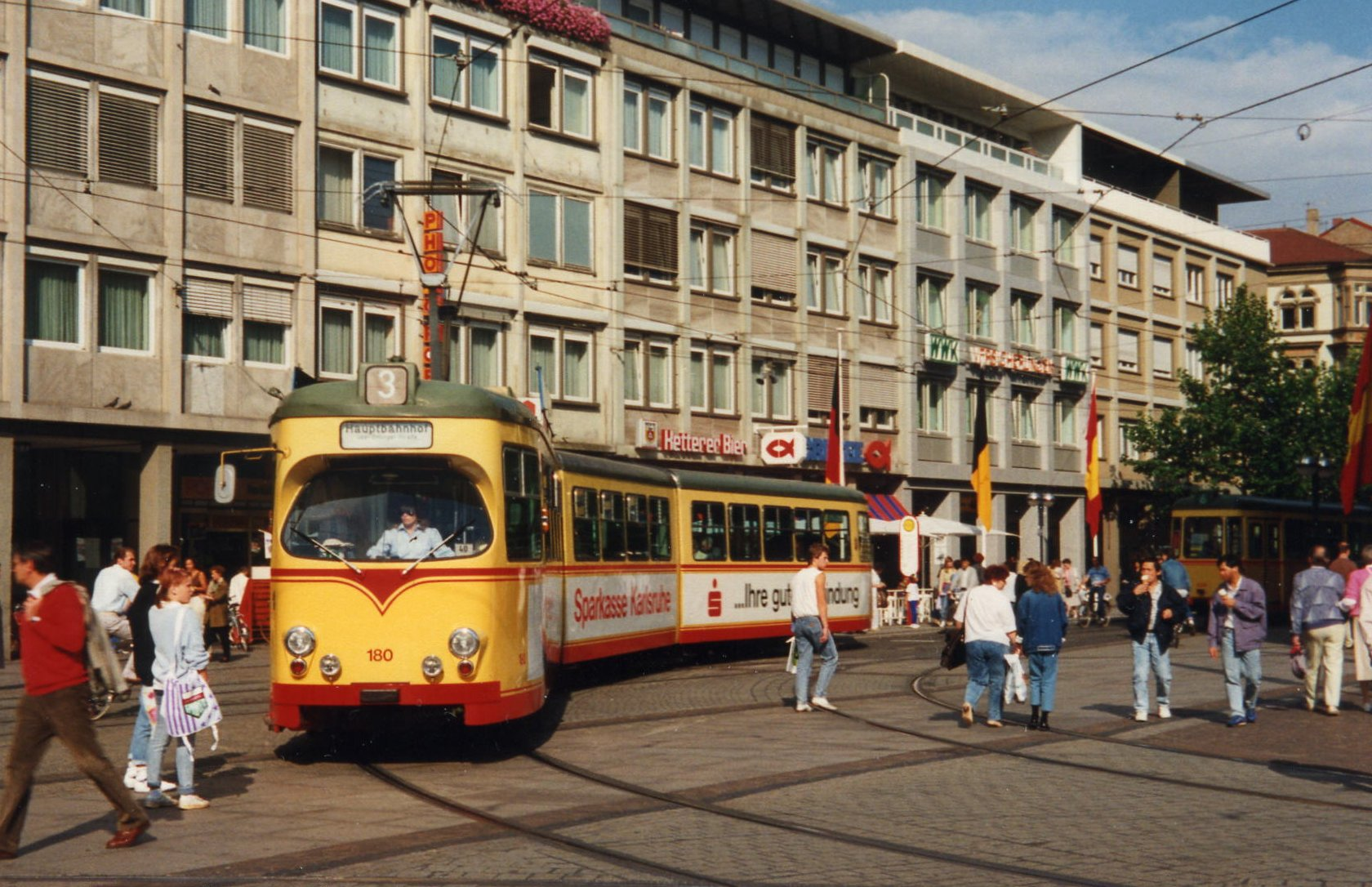
Tramwaj VBK typu DWM GT8 w Rynku

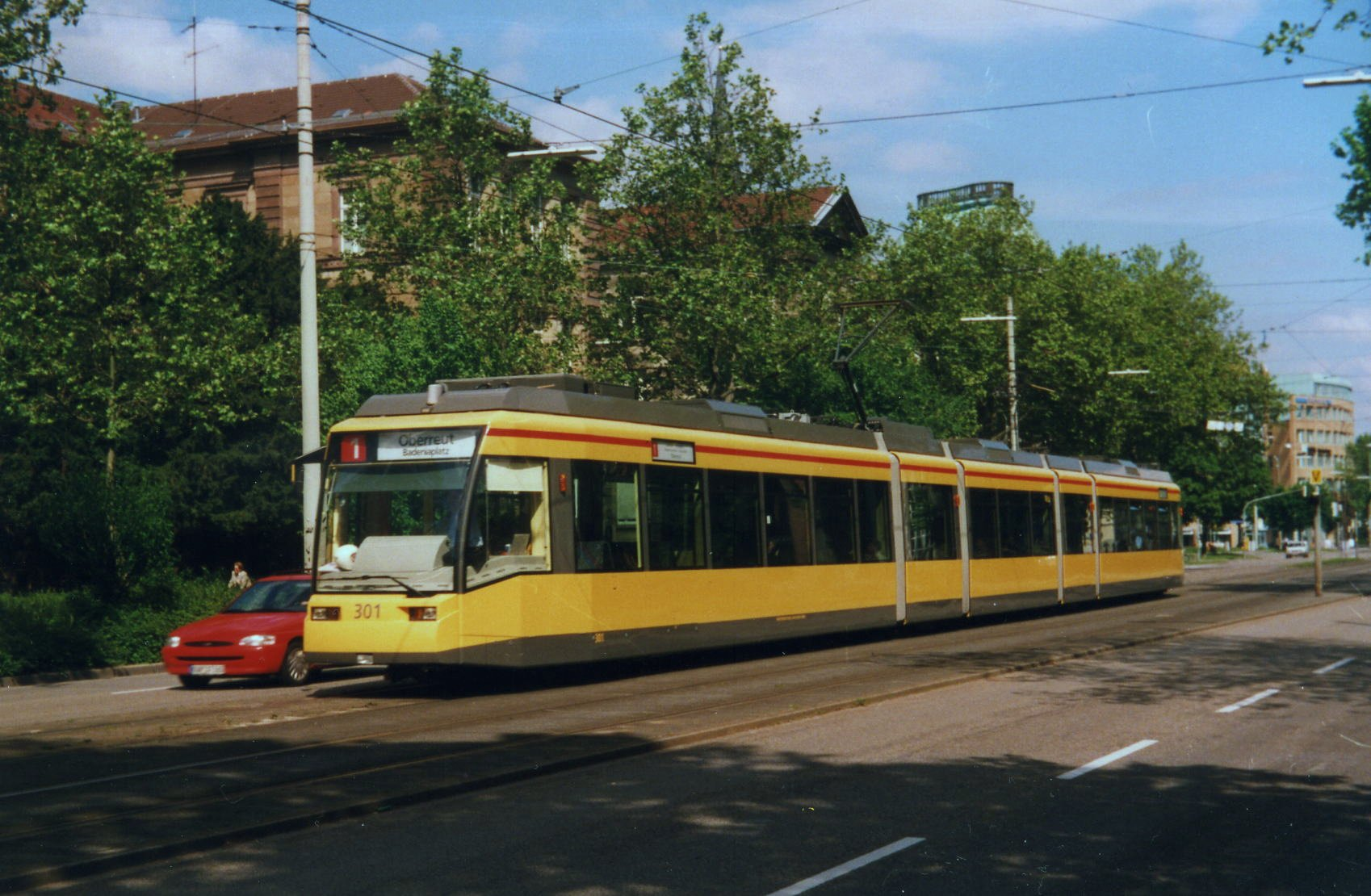
Tramwaj VBK typu Siemens GT8-70D/N na Kaiserallee koło przystanku Schillerstraße

Tramwaje w Karlsruhe – system tramwajowy w niemieckim mieście Karlsruhe, obsługiwany przez komunalną spółkę Verkehrsbetriebe Karlsruhe.

## Historia

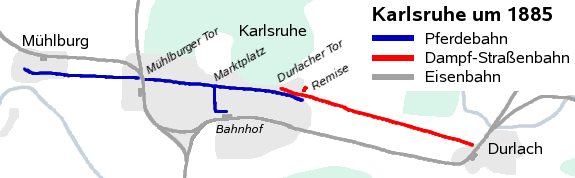
Sieć torowisk tramwaju konnego w Karlsruhe (1885)

Tramwaje na ulicach Karlsruhe pojawiły się 21 stycznia 1877. Najpierw był to tramwaj konny, prowadzący w kierunku wschód-zachód, z Mühlburger Tor przez Rynek do koszar Gottesaue (obecnie Staatliche Hochschule für Musik Karlsruhe). W tym samym roku przedłużono linię do Mühlburga oraz zbudowano boczne odgałęzienie z Rynku do dworca głównego. Po przedłużeniu głównej linii do położonego o 4 km na wschód Durlachu (16 lipca 1881) jej wschodni odcinek wydzielono jako tramwaj parowy. Przez dalsze 19 lat sieć linii tramwajowych nie ulegała żadnym zmianom.
Tramwaje konne i parowe w Karlsruhe nie przynosiły dużych zysków. Mimo że liczba przewiezionych pasażerów stale rosła (1,6 mln w 1882, 2,5 mln w 1893 i 3,6 mln w 1899) sytuacja finansowa zakładu była zła, tak że wielokrotnie zmieniał on właściciela. Ostatecznie trafił on w ręce Zjednoczonego Towarzystwa Tramwajów Konnych i Parowych Karlsruhe, Mühlburg i Durlach (Vereinigte Karlsruher, Mühlburger und Durlacher Pferde- und Dampfbahngesellschaft). W 1893 posiadało ono pięć lokomotyw parowych (dla linii do Durlachu), 46 koni i 32 wagony, z czego 15 dla pociągów parowych, zaś pozostałe dla tramwaju konnego.
W 1894 r. przedsiębiorstwo zostało przejęte przez AEG w celu elektryfikacji, a w 1900 r. trakcję konną i parową zastąpiono zasilaniem elektrycznym. 10 lutego tegoż roku ruszył w trasę pierwszy tramwaj elektryczny, podczas gdy ostatni konny zakończył kursowanie 19 marca. W 1904 rozbudowana już sieć tramwaju przeszła na własność miasta. Od tego czasu sieć stale się rozbudowuje, z przerwami w okresie wojen. Podczas fali wielkiej likwidacji tramwajów w latach 50. i 60. XX w. zlikwidowano jedynie 500 m torów. Od 1984 r. średnio co 3 lata otwierany jest nowy odcinek, przeciętnie 1 km dwutorowej linii.

## Sieć linii tramwajowych

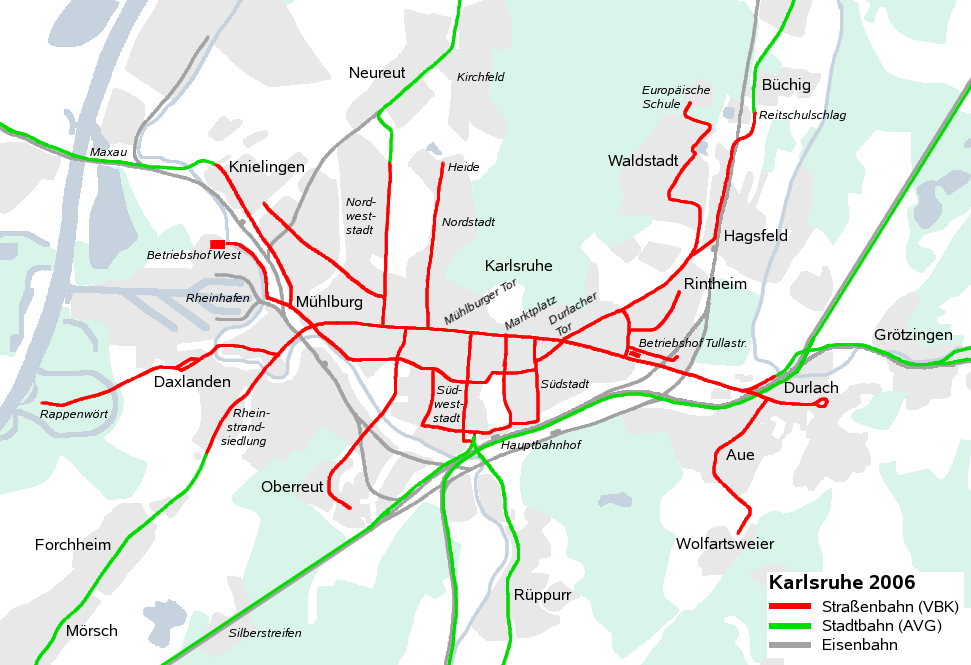
Współczesna sieć linii tramwajowych w Karlsruhe

28 maja 2006 został otwarty nowy odcinek torowiska, prowadzący w kierunku Nordstadt i Neureut-Heide. W związku z tym przeprowadzono pierwszą poważniejszą reorganizację linii od 1997 r., trasy zmieniły linie 2, 3, 6 i S2. Obecnie VBK obsługuje następujące linie tramwajowe:
- S2: Stutensee-Spöck – Stutensee-Friedrichstal – Stutensee-Blankenloch – Hagsfeld – Marktplatz – Europaplatz – Entenfang – Rheinstetten (linia regionalna; przedłużenie do Stuttensee-Spöck zostało otwarte w czerwcu 2006)
- 1: Durlach Turmberg – Marktplatz – Europaplatz – Europahalle – Oberreut
- 2: Worfartsweier – Durlach – Marktplatz – Hauptbahnhof – ZKM – Europaplatz – Kaiserplatz – Siemensallee
- 3: Heide – Nordstadt – Kaiserplatz – Europaplatz – Marktplatz – Hauptbahnhof
- 4: Waldstadt – Marktplatz – Europaplatz – Hauptbahnhof
- 5: Rintheim – Marktplatz – Konzerthalle – Kühler Krug – Entenfang – Rheinhafen
- 6: Tivoli – Hauptbahnhof – Europaplatz – Entenfang – Daxlanden (– Rappenwörth w sezonie letnim)
- 8: Wolfartsweier – Durlach Turmberg (tylko w dni robocze)

Linie tramwaju dwusystemowego są obsługiwane przez Albtal-Verkehrs-Gesellschaft mbH.

### Historyczny układ linii
Od roku 1997 do 2006 linie miały następujący układ:
- S2: Stutensee – Hagsfeld – Marktplatz – Europaplatz – Entenfang – Rheinstetten (linia regionalna)
- 1: Durlach Turmberg – Marktplatz – Europaplatz – Europahalle – Oberreut
- 2: Durlach Turmberg – Marktplatz – Hauptbahnhof – Europaplatz – Entenfang – Daxlanden (– Rappenwörth w sezonie letnim)
  - od 2004 (otwarcie linii na Wolfartsweier) początek linii: Worfartsweier – Durlach – Marktplatz...
- 3: Siemensallee – Europaplatz – Marktplatz – Hauptbahnhof
- 4: Waldstadt – Marktplatz – Europaplatz – Hauptbahnhof
  - w 1999 przedłużenie linii do nowej pętli Waldstadt-Europaviertel
- 5: Rintheim – Marktplatz – Konzerthalle – Kühler Krug – Entenfang – Rheinhafen
- 6: Kaiserplatz – Europaplatz – ZKM – Hauptbahnhof – Tivoli (od 1999)
- 8: Wolfartsweier – Durlach Turmberg (od 2004 – otwarcie linii na Wolfartsweier)

## Tabor

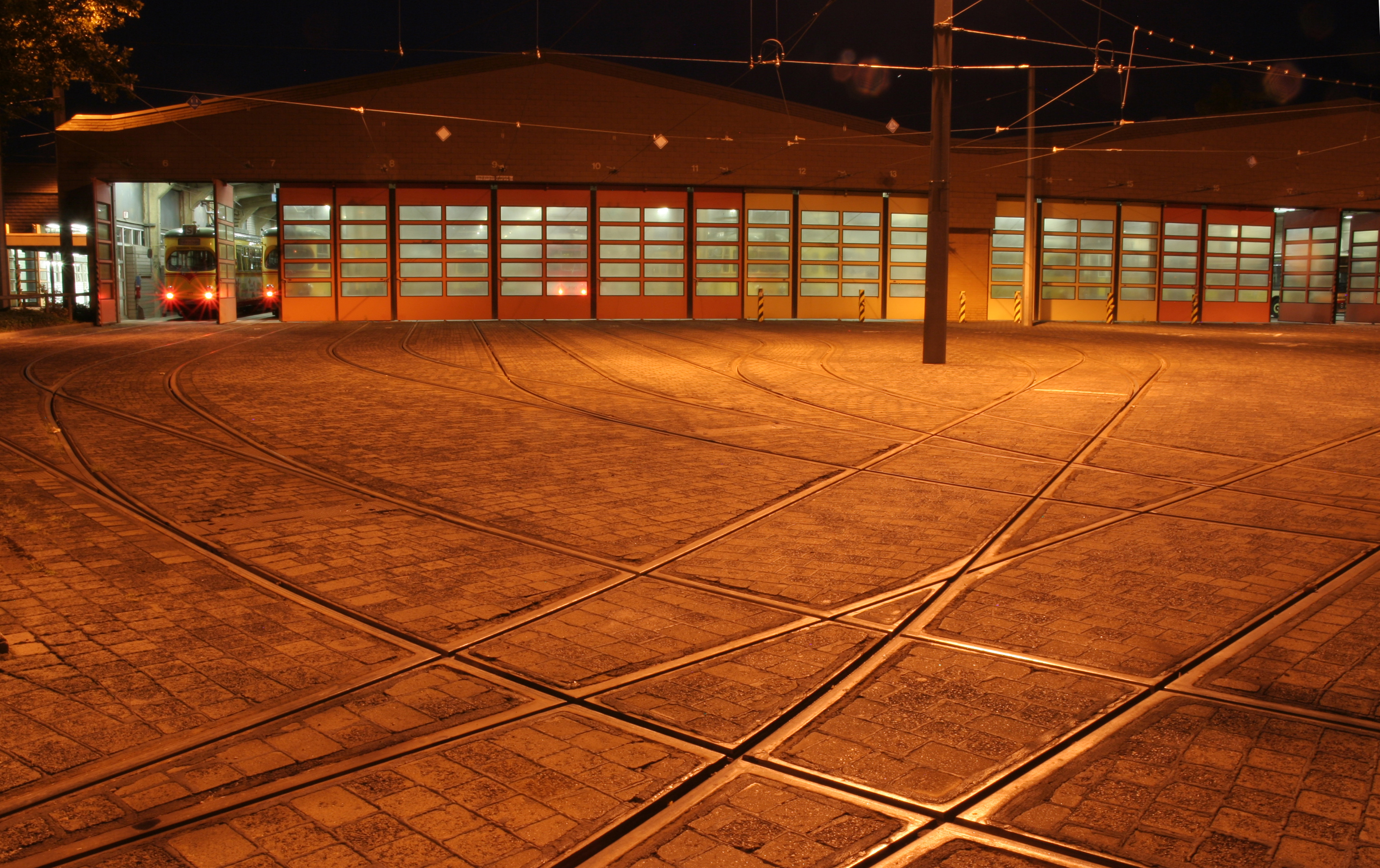
Zajezdnia tramwajowa przy Tullastraße

Obecnie VBK używają następujących wagonów tramwajowych:
- AB/Henschel GT6-70D/N i Duewag/Siemens GT6-70D/N – niskopodłogowe, sześcioosiowe, wagony 221-265, od 1995
- Siemens GT8-70D/N – niskopodłogowe, ośmioosiowe, wagony 301-325, od 1998
- Vossloh/Stadler Citylink NET 2012 – niskopodłogowe, ośmioosiowe, wagony 326-350, od 2014
- pewna liczba wagonów używanych przez AVG zarejestrowana jest na VBK ze względów formalno-podatkowych
- ponadto VBK posiada kilka wagonów historycznych (numery 14, 92, 100) i służbowo-technicznych